# Westkapelle (Belgique)
Pour les articles homonymes, voir Westkapelle.
Westkapelle est une section de la commune belge de Knokke-Heist située en Région flamande dans la province de Flandre-Occidentale. C'était une commune à part entière avant la fusion des communes de 1971.

## Démographie

### Évolution démographique
- Sources : INS, Rem. : 1831 jusqu'en 1961 = recensements[2].

## Histoire
En 1971, Westkapelle fusionne avec Knokke, Heist et Ramskapelle pour constituer la commune de Knokke-Heist.

## Patrimoine
L'église Saint-Nicolas, dont les parties les plus anciennes remontent à 800, est ravagée par un incendie le 26 mars 2013.

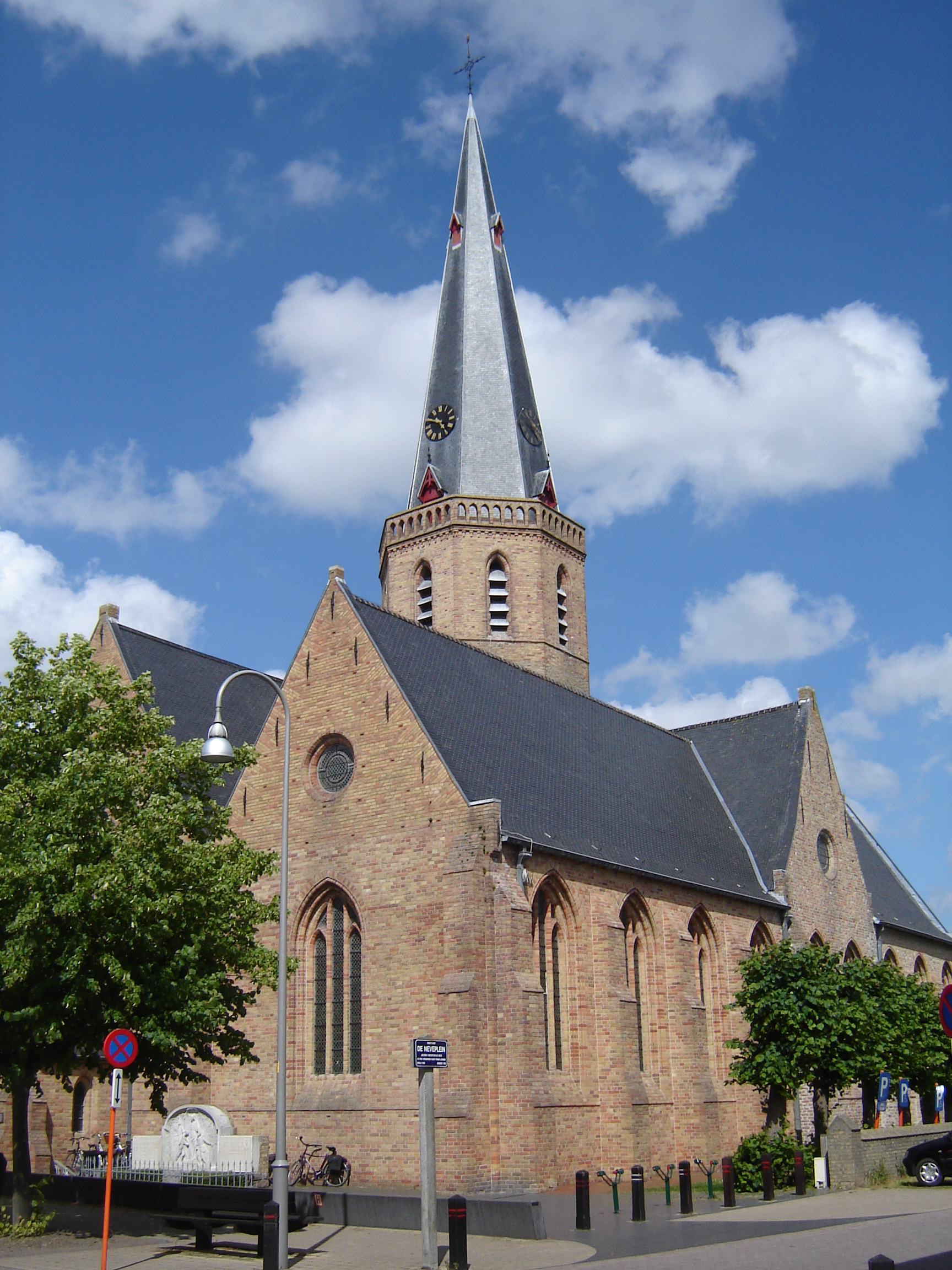
Église Saint-Nicolas, en 2008.